# Globi d'oro 2021
La 61ª edizione dei Globi d'oro si è tenuta mercoledì 30 settembre 2021 all’Auditorium Parco della Musica a Roma.
La candidature sono state annunciate il 10 luglio 2021; il film con più candidature è stato Cosa sarà con cinque, seguito da L'incredibile storia dell'Isola delle Rose con quattro. Durante la cerimonia è stato assegnato il Globo d'oro alla carriera postumo a Giuliano Montaldo.

## Candidati e vincitori
I vincitori sono indicati in grassetto, a seguire gli altri candidati.
Miglior film
- Le sorelle Macaluso
- Cosa sarà
- Lacci

Miglior regista
- Daniele Luchetti – Lacci
- Francesco Bruni – Cosa sarà
- Emma Dante – Le sorelle Macaluso

Miglior opera prima
- Davide Del Degan – Paradise - Una nuova vita
- Mario Piredda – L'agnello
- Alessandro Grande – Regina

Miglior commedia
- L'incredibile storia dell'Isola delle Rose – Sydney Sibilia
- Il grande passo – Antonio Padovan
- Paradise - Una nuova vita – Davide Del Degan

Miglior serie TV
- Speravo de morì prima
- Il commissario Ricciardi
- Suburra - La serie

Miglior attore
- Kim Rossi Stuart – Cosa sarà
- Elio Germano – L'incredibile storia dell'Isola delle Rose
- Renato Pozzetto – Lei mi parla ancora

Miglior attrice
- Simona Malato – Le sorelle Macaluso (ex aequo)
- Donatella Finocchiaro – Le sorelle Macaluso (ex aequo)
- Valeria Bruni Tedeschi – Gli indifferenti
- Alba Rohrwacher – Lacci

Giovane promessa
- Nora Stassi – L'agnello
- Cristina Magnotti – Fortuna
- Mattia Garaci – Padrenostro

Miglior sceneggiatura
- Heidrun Schleef, Giampaolo Rugarli e Michael Zampino – Governance - Il prezzo del potere
- Francesco Bruni – Cosa sarà
- Francesca Manieri e Sydney Sibilia – L'incredibile storia dell'Isola delle Rose

Miglior fotografia
- Daniele Ciprì – Il cattivo poeta
- Cesare Bastelli –  Lei mi parla ancora
- Michele D'Attanasio – Padrenostro

Miglior musica
- Ratchev & Carratello – Padrenostro
- Ratchev & Carratello – Cosa sarà
- Michele Braga – L'incredibile storia dell'Isola delle Rose

Miglior documentario
- Veleno, regia di Wes Anderson
- Fuori era primavera, regia di Gabriele Salvatores
- La verità su La dolce vita, regia di Giuseppe Pedersoli
- Veleno – Non potevo fare finta di niente: la vittoria di Michele Liguori, regia di Rosaria Della Ragione

Miglior cortometraggio
- L'Ultimo Whisky con il Cappellaio Matto, regia di Nello Petrucci
- La stanza più fredda, regia di Francesco Rossi
- Tempi Morti, regia di Damiano Monaco

Gran Premio della stampa estera
- Renato Pozzetto

Globo d'oro alla carriera
- Giuliano Montaldo

Globo d'oro nel mondo